# برانكو سافيتش
برانكو سافيتش (8 أغسطس 1972 في صربيا - ) هو لاعب كرة قدم صربي في مركز الدفاع. لعب مع بيتار القدس ونادي بارتيزان ودينامو بانتشيفو وFK Budućnost Banatski Dvor ‏ وبرولتر زرنيانين ‏ وLiaoning F.C. ‏ وبانات زرنيانين ‏.

## وصلات خارجية
- برانكو سافيتش على موقع قاعدة بيانات كرة القدم.إي يو (الإنجليزية)
- برانكو سافيتش على موقع عالم كرة القدم.نت (الإنجليزية)